# فريدريك كوخ
فريدريك كوخ (بالألمانية: Friedrich Ernst Koch)‏ هو معلم موسيقى وملحن ومدرس ألماني، ولد في 3 يوليو 1862 في برلين في ألمانيا، وتوفي بنفس المكان في 30 يناير 1927.

## وصلات خارجية
- فريدريك كوش على موقع ميوزك برينز (الإنجليزية)